# バークレー郡区 (アイオワ州ブラックホーク郡)
バークレー郡区は、アメリカ合衆国、アイオワ州、ブラックホーク郡にある17の郡区の一つである。2000年の国勢調査で、人口は542人だった。

## 地理
バークレー郡区は、93.3平方キロメートル（36.02平方マイル)で、組み込まれている自治体(incorporated settlements)は存在しない。アメリカ地質調査所によると、この郡区はNew BarclayとOld BarclayとSaint Francisの3つの霊園が含まれている。